# Kamelkavalleri

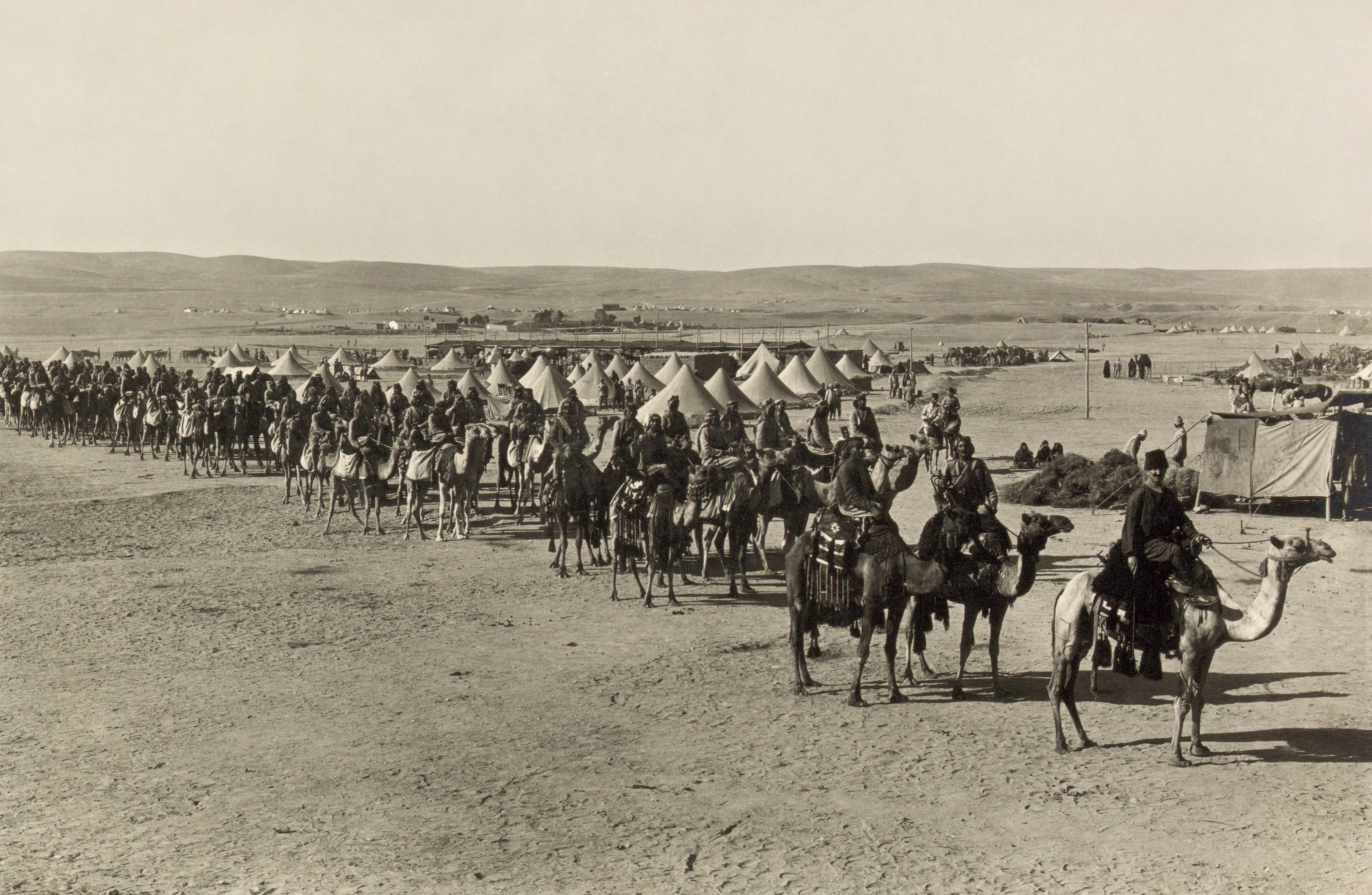
Osmanska kamelryttare under första världskriget.

Kamelkavalleri är ett truppslag som använder kameler (baktriska kameler eller dromedarer) för förflyttning, och i vissa fall i strid. Kamelkavalleri används i öken och på grässlätter, som är kamelernas naturliga habitat.